# Shimoshi Ryuji
Ryuji Shimoshi (sinh ngày 24 tháng 7 năm 1985) là một cầu thủ bóng đá người Nhật Bản.

## Sự nghiệp câu lạc bộ
Ryuji Shimoshi đã từng chơi cho Sagan Tosu và Shizuoka FC.